# Stazione semaforica di Punta Scorno
La stazione semaforica di Punta Scorno è un edificio storico situato nell'Asinara a Porto Torres.

## Architettura
L’immobile ricade nelle aree del Parco dell’Asinara. L’ex Stazione semaforica di Punta Scorno è costituita da tre corpi di fabbrica: il semaforo vero e proprio, un piccolo manufatto presumibilmente utilizzato come deposito munizioni in periodo bellico e un alloggio. Il semaforo è un edificio composto da più parti, ovvero il corpo centrale su due livelli e la “torretta” sul fronte principale. Il fabbricato pluripiano in muratura si trova attualmente in pessimo stato di conservazione. Si trova poco distante dal faro di Punta Scorno.